# Bahčisarajska palača
Kanova palača (turško Han Sarayı) ali Hansaray stoji v mestu Bahčisaraj na polotoku Krim. Zgrajena je bila v 16. stoletju in je postala dom nasledstvu krimskih kanov. Obzidano območje vsebuje mošejo, harem, pokopališče, bivalne prostore in vrtove. Notranjost palače je bila okrašena tako, da izgleda kot bivališče in odraža tradicionalni krimskotatarski slog iz 16. stoletja. Je ena najbolj znanih muslimanskih palač v Evropi, poleg sultanskih palač v Carigradu in Alhambri v Španiji.

## Zgodovina
Mesto Bahčisaraj in palačo je naročila rodbina Krimskih kanov, ki je svojo prestolnico sem preselila iz Salaçıqa v prvi polovici 16. stoletja. Kompleksno zasnovo palače in minaretov so v 16. stoletju zgradili osmanski, perzijski in italijanski arhitekti. Kasnejše poškodbe so zahtevale delno rekonstrukcijo, vendar je struktura še vedno podobna prvotni obliki. Nekatere stavbe, ki so trenutno v palači, so bile prizidane pozneje, nekatere prvotne stavbe pa niso zdržale dlje od 18. stoletja.
Leta 2017 je bila palača predmet obnove, ki jo je izvedla moskovska skupina Atta Group, podjetje z malo izkušnjami na področju zgodovinskega ohranjanja. V okviru postopka so bili stoletni hrastovi tramovi palače odstranjeni in zamenjani z betonom, odstranjene so bile originalne ploščice, poslikave iz 18. stoletja pa so bile poškodovane zaradi vodnega toka pod visokim pritiskom. Poleg tega so se na fasadi objekta pojavile razpoke in med tlačnim čiščenjem je odpadel omet. V odgovor na domnevno škodo je ministrstvo za zunanje zadeve Ukrajine poslalo protestno obvestilo Unescu, ki upravlja svetovno dediščino, saj je bila Bahčisarajska palača leta 2003 dodan na poskusni seznam območij svetovne dediščine organizacije.

## Bahčisarajski vodnjak
Na enem dvorišču je majhen vodnjak, katerega žalostna zgodba je tako ganila ruskega pisatelja Aleksandra Puškina, ko ga je obiskal, da je napisal dolgo pripovedno pesem z naslovom Bahčisarajski vodnjak.
Vodnjak je znan kot utelešenje ljubezni enega zadnjih krimskih kanov Qırım Giray kana do svoje mlade žene in njegove žalosti po njeni zgodnji smrti. Kan naj bi se zaljubil v Poljakinjo v svojem haremu po imenu Marija. Domneva se, da je Marijo ubila nekdanja kanova najljubša gruzijska žena Zarema, ki jo je iz njegove naklonjenosti izpodrinila Marija. Kljub svoji bojda prekaljeni ostrosti naj bi žaloval in jokal, ko je Marija umrla, kar je presenetilo vse, ki so ga poznali. Naročil je narediti marmorno fontano, da bi skala tako kot on jokala za vedno.
Vodnjak, ki je bil prvotno postavljen ob grobnici mlade ženske na mirnem vrtu, je bil prenesen na sedanjo lokacijo na dvorišču veleposlanikov, potem ko je Katarina II. ukazala priključitev ozemlja Krima. Puškinovi verzi so delno zaslužni za zagotavljanje preživetja same palače do danes.

## Velika kanova mošeja
Velika kanova mošeja (krimskotatarsko Büyük Han Cami) je na palačnem trgu vzhodno od severnih vrat. Je ena največjih mošej na Krimu in ena prvih stavb Kanove palače. Mošejo je leta 1532 zgradil Sahib I. Giraj in je nosila njegovo ime v 17. stoletju.
Mošeja je sestavljena iz triladijske kvadratne molitvene dvorane, pokrite s streho, narteksa in portika, obrnjenih proti vzhodu in zahodu. Skozi portik se dvigata dva simetrična osmerokotna minareta; visoka sta osemindvajset metrov in imata stožčaste kapice in zaključke. Na severovzhodnem vogalu mošeje je pritrjen kupolast kiosk kvadratne oblike. Menijo, da je medresa, ki jo je leta 1750 zgradil kan Arslan Giraj, mejila na vzhodno steno. V mošejo se vstopa s portala, obrnjenega proti severu. V notranjosti je balkon pritrjen na tri od štirih sten, od katerih je del ločen za kanovo ložo. Znanstveniki trdijo, da je bila mošeja prvotno pokrita s kupolami različnih velikosti.
Leta 1736 je bila mošeja poškodovana v požaru in kasneje obnovljena v času vladavine kana Selameta Giraja.

## Mala kanova mošeja
Mala kanova mošeja (krimskotatarsko Kiçik Han Cami) je v glavni stavbi in je bila zasnovana za člane kanove družine in pomembne dostojanstvenike. Gradnja male mošeje sega v 16. stoletje, poslikave v mošeji pa iz 17. in 18. stoletja.
V južni steni je mihrab, v katerega zgornji del je vrezano sedem ornamentiranih pasov, ki simbolizirajo sedem ravni neba. Nad mihrabom je vitraj, ki prikazuje Sulejmanov pečat (heksagram). Na stenah male mošeje so spraskane podobe čolnov z jadri, konj in jezdecev.

## Galerija
Stavbe
- Palača leta 1830
- Zemljevid vrta in palače Bakhchisarai, 1855
- Velika mošeja palače
- Palača Bahčisaraj
- Severna vrata
- Bivalni prostori
- Zgradba harema

Notranjost
- Vodnjak solz
- Zlata fontana
- Poletni paviljon
- Notranjost harema

V umetnosti
- Kanova palača, Carlo Bossoli (1840-1842)
- Kanova palača, Carlo Bossoli (1857)
- Bahčisaraj, Boris Kustodiev (1917)